# Phi Centauri
Phi Centauri (φ Cen, φ Centauri) é uma estrela na constelação de Centaurus. Tem uma magnitude aparente visual de 3,81, sendo visível a olho nu exceto em locais com poluição luminosa excessiva. De acordo com sua paralaxe, está localizada a aproximadamente 530 anos-luz (161 parsecs) da Terra.
É uma estrela subgigante de classe B com um tipo espectral de B2IV e temperatura efetiva de cerca de 21 000 K, portanto possui coloração azul-branca. Possui uma massa equivalente a 8 vezes a massa solar, raio de 4,7 raios solares e está brilhando com cerca de 5 000 vezes a luminosidade solar. É uma estrela variável do tipo Beta Cephei, apresentando variações na magnitude causadas por pulsações da estrela.
Phi Centauri tem um campo magnético com intensidade polar mínima de 900 G. Pertence ao subgrupo Centaurus Superior-Lupus da associação Scorpius–Centaurus, a associação OB mais próxima do Sol. Sua idade, determinada a partir de modelos evolucionários, é de 18 milhões de anos. Não possui estrelas companheiras conhecidas. Possui uma velocidade peculiar de 15,6 ± 1,6 km/s, não sendo suficiente para ser considerada uma possível estrela fugitiva.